# Поволоцкая, Ирина Игоревна
Ири́на И́горевна Поволо́цкая (род. 2 октября 1937, Москва) — советский и российский режиссёр игрового кино, сценарист, прозаик.

## Основные даты
В 1961 году окончила режиссёрский факультет ВГИКа (мастерская А. Довженко и М. Чиаурели).
Сокурсниками были Лариса Шепитько, Георгий Шенгелая и Отар Иоселиани, Баадур Цуладзе, Виктор Туров, годом старше учился Александр Митта.
Окончила Педагогический институт имени Н. К. Крупской
В 1998 году получила Малую премию им. А. А. Григорьева
Первый муж — сценарист Александр Червинский. Второй муж — поэт Олег Чухонцев.

## Фильмография

### Режиссёрские работы
- 1967 — Таинственная стена (совместно с М. Садковичем)
- 1973 — Исполняющий обязанности
- 1977 — Аленький цветочек

### Актёрские работы
- «Былое и думы» (ТВ-спектакль) — Наталья Герцен